# Elkan Tedeev
Elkan Matveevič Tedeev, in russo Елкан Матвеевич Тедеев? (29 dicembre 1937 – Mosca, 3 ottobre 1984), è stato un lottatore sovietico.

## Carriera
Nato il 29 dicembre 1937 nel villaggio di Oktyabrskoye, è stato tre volte campione dell'URSS (1962, 1963, 1967). Nel 1966 si è laureato campione d'Europa a Karlsruhe. Nel 1967 è diventato medaglia d'argento ai Campionati del Mondo a New Delhi. Ha partecipato ai Giochi olimpici di Città del Messico 1968 nella categoria dei pesi piuma, arrivando al sesto posto.